# Перово (Словенія)
Перово (словен. Perovo) — поселення в общині Рибниця, регіон Південно-Східна Словенія, Словенія.